# Langbekalen
Langbekalen (Nemichthyidae) zijn een familie van straalvinnige vissen uit de orde van Palingachtigen (Anguilliformes).

## Geslachten
- Avocettina D. S. Jordan & B. M. Davis, 1891
- Labichthys T. N. Gill and Ryder, 1883
- Nemichthys Gill and Ryder, 1883